# Distanza di Levenshtein
Nella teoria dell'informazione e nella teoria dei linguaggi, la distanza di Levenshtein, o distanza di edit, è una misura per la differenza fra due stringhe. Introdotta dallo scienziato russo Vladimir Levenshtein nel 1965, serve a determinare quanto due stringhe siano simili. Viene applicata per esempio per semplici algoritmi di controllo ortografico e per fare ricerca di similarità tra immagini, suoni, testi, etc.
La distanza di Levenshtein tra due stringhe A e B è il numero minimo di modifiche elementari che consentono di trasformare la A nella B. Per modifica elementare si intende
- la cancellazione di un carattere,
- la sostituzione di un carattere con un altro, o
- l'inserimento di un carattere.

Per esempio, per trasformare "bar" in "biro" occorrono due modifiche:
1. "bar" → "bir" (sostituzione di 'a' con 'i')
2. "bir" → "biro" (inserimento di 'o')

Non è possibile trasformare la prima parola nella seconda con meno di due modifiche, quindi la distanza di Levenshtein fra "bar" e "biro" è 2.

## Algoritmo
Un algoritmo usato comunemente per calcolare la distanza di Levenshtein richiede l'uso di una matrice di (n + 1) × (m + 1), dove n e m rappresentano le lunghezze delle due stringhe. Il seguente pseudocodice rappresenta una funzione LevenshteinDistance che prende come argomenti due stringhe str1 e str2 di lunghezza lenStr1 e lenStr2 e ne calcola la distanza di Levenshtein:
```
 
int
 LevenshteinDistance ( 
char
 str1[ 1..lenStr1 ], 
char
 str2[ 1..lenStr2 ] )
   
// per ogni i1 e i2, d[i1,i2] conterrà la distanza di Levenshtein tra

   
// i primi i1 caratteri di str1 e i primi i2 caratteri di str2;

   
// d è una matrice di lenStr1+1 righe e lenStr2+1 colonne

   
declare int
 d[ 0..lenStr1, 0..lenStr2 ]
   
// i1 e i2 servono per iterare su str1 e str2

   
declare int
 i1, i2, cost
```

```
   
for
 i1 
from
 0 
to
 lenStr1
       d[ i1, 0 ] := i1
   
for
 i2 
from
 0 
to
 lenStr2
       d[ 0, i2 ] := i2
```

```
   
for
 i1 
from
 1 
to
 lenStr1
       
for
 i2 
from
 1 
to
 lenStr2
           
if
 str1[ i1 - 1 ] = str2[ i2 - 1 ] 
then
 cost:= 0

                                                   d[ i1, i2 ] := d[ i1-1, i2-1  ]

                                              
else
 cost:= 1
                 d[ i1, i2 ] := minimum(
                               d[ i1 - 1, i2     ] + 1,     
// inserimento

                               d[ i1, i2 - 1 ] + 1,     
// cancellazione

                               d[ i1 - 1, i2 - 1 ] + cost   
// sostituzione

                                       )
```

```
   
return
 d[ lenStr1, lenStr2 ]
```

È possibile ridurre l'occupazione di memoria del precedente algoritmo osservando che ad ogni passo dell'iterazione è sufficiente mantenere due righe della matrice, quella corrente e quella precedente. Usando questo accorgimento è possibile ridurre l'occupazione di memoria da O(mn) a O(m).

## Implementazione

### Implementazione matriciale
Questo è il codice C dell'implementazione dell'algoritmo della distanza di Levenshtein mediante matrici
```
int
 
Levenshtein_distance
(
char
 
*
x
,
 
char
 
*
y
)
 
{

    
int
 
m
 
=
 
strlen
(
x
);

    
int
 
n
 
=
 
strlen
(
y
);

    
register
 
int
 
i
,
 
j
;

    
int
 
distance
;

    
int
 
**
d
 
=
 
(
int
**
)
 
malloc
((
m
 
+
 
1
)
 
*
 
sizeof
(
int
*
));

    
for
(
i
 
=
 
0
;
 
i
 
<=
 
m
;
 
i
++
)

        
d
[
i
]
 
=
 
(
int
*
)
 
malloc
((
n
 
+
 
1
)
 
*
 
sizeof
(
int
));

    
for
(
i
 
=
 
0
;
 
i
 
<=
 
m
;
 
i
++
)

        
d
[
i
][
0
]
 
=
 
i
;

    
for
(
j
 
=
 
1
;
 
j
 
<=
 
n
;
 
j
++
)

        
d
[
0
][
j
]
 
=
 
j
;

    
for
(
i
 
=
 
1
;
 
i
 
<=
 
m
;
 
i
++
)
 
{

        
for
(
j
 
=
 
1
;
 
j
 
<=
 
n
;
 
j
++
)
 
{

            
if
(
x
[
i
 
-
 
1
]
 
!=
 
y
[
j
 
-
 
1
])
 
{

                
int
 
k
 
=
 
minimum
(

                    
d
[
i
][
j
 
-
 
1
],

                    
d
[
i
 
-
 
1
][
j
],

                    
d
[
i
 
-
 
1
][
j
 
-
 
1
]

                
);

                
d
[
i
][
j
]
 
=
 
k
 
+
 
1
;

            
}
 
else
 
{

                
d
[
i
][
j
]
 
=
 
d
[
i
 
-
 
1
][
j
 
-
 
1
];

            
}

        
}

    
}

    
distance
 
=
 
d
[
m
][
n
];

    
for
(
i
 
=
 
0
;
 
i
 
<=
 
m
;
 
i
++
)

        
free
(
d
[
i
]);

    
free
(
d
);

    
return
 
distance
;

}

int
 
minimum
(
int
 
a
,
 
int
 
b
,
 
int
 
c
)
 
{

/* funzione che calcola il minimo di 3 valori */

    
int
 
min
 
=
 
a
;

    
if
 
(
b
 
<
 
min
)
 
min
 
=
 
b
;

    
if
 
(
c
 
<
 
min
)
 
min
 
=
 
c
;

    
return
 
min
;

}

```

Algoritmo in as3:
```
function 
levenshteinDistance
(
s1
:
String
,
s2
:
String
):
int

{

  
var
 
m
:
int
=
s1
.
length
;

  
var
 
n
:
int
=
s2
.
length
;

  
var
 
matrix
:
Array
=
new
 
Array
();

  
var
 
line
:
Array
;

  
var
 
i
:
int
;

  
var
 
j
:
int
;

  
for
 
(
i
=
0
;
i
<=
m
;
i
++)

  
{

   
line
=
new
 
Array
();

   
for
 
(
j
=
0
;
j
<=
n
;
j
++)

   
{

     
if
 
(
i
!=
0
)
line
.
push
(
0
)

     
else
 
line
.
push
(
j
);

   
}

   
line
[
0
]=
i

   
matrix
.
push
(
line
);

  
}

  
var
 
cost
:
int
;
 

  
for
 
(
i
=
1
;
i
<=
m
;
i
++)

   
for
 
(
j
=
1
;
j
<=
n
;
j
++)

    
{

      
if
 
(
s1
.
charAt
(
i
-
1
)==
s2
.
charAt
(
j
-
1
))
 
cost
=
0

      
else
 
cost
=
1
;

      
matrix
[
i
][
j
]=
Math
.
min
(
matrix
[
i
-
1
][
j
]+
1
,
matrix
[
i
][
j
-
1
]+
1
,
matrix
[
i
-
1
][
j
-
1
]+
cost
);

    
}

  
return
 
matrix
[
m
][
n
];
 

}

```

### Implementazione ottimizzata in termini di memoria
Segue l'implementazione, ottimizzata in termini di memoria, dell'algoritmo della distanza di Levenshtein. Come detto in precedenza, per calcolare la distanza di Levenshtein basta mantenere, ad ogni passo iterativo, la riga corrente della matrice e quella immediatamente precedente.
```
int
 
Levenshtein_distance
(
char
 
*
x
,
 
char
 
*
y
)
 
{

    
int
 
m
 
=
 
strlen
(
x
);

    
int
 
n
 
=
 
strlen
(
y
);

    

    
register
 
int
 
i
,
 
j
;

    
int
 
distance
;

    

    
int
 
*
prev
 
=
 
malloc
((
n
 
+
 
1
)
 
*
 
sizeof
(
int
));

    
int
 
*
curr
 
=
 
malloc
((
n
 
+
 
1
)
 
*
 
sizeof
(
int
));

    
int
 
*
tmp
 
=
 
0
;

    

    
for
(
i
 
=
 
0
;
 
i
 
<=
 
n
;
 
i
++
)

        
prev
[
i
]
 
=
 
i
;

    
for
(
i
 
=
 
1
;
 
i
 
<=
 
m
;
 
i
++
)
 
{

        
curr
[
0
]
 
=
 
i
;

        
for
(
j
 
=
 
1
;
 
j
 
<=
 
n
;
 
j
++
)
 
{

            
if
(
x
[
i
 
-
 
1
]
 
!=
 
y
[
j
 
-
 
1
])
 
{

                
int
 
k
 
=
 
minimum
(
curr
[
j
 
-
 
1
],
 
prev
[
j
 
-
 
1
],
 
prev
[
j
]);

                
curr
[
j
]
 
=
 
k
 
+
 
1
;

            
}
 
else
 
{

                
curr
[
j
]
 
=
 
prev
[
j
 
-
 
1
];

            
}

        
}

        
tmp
 
=
 
prev
;

        
prev
 
=
 
curr
;

        
curr
 
=
 
tmp
;

        

        
memset
((
void
*
)
 
curr
,
 
0
,
 
sizeof
(
int
)
 
*
 
(
n
 
+
 
1
));

    
}

    

    
distance
 
=
 
prev
[
n
];

    

    
free
(
curr
);

    
free
(
prev
);

    

    
return
 
distance
;

}

```

## Limiti
La distanza di Levenshtein ha alcuni semplici limiti superiori ed inferiori:
- è almeno la differenza fra le lunghezze delle due stringhe;
- è 0 se e solo se le due stringhe sono identiche;
- se le lunghezze delle due stringhe sono uguali, la distanza di Levenshtein non supera la distanza di Hamming, cioè pari alla lunghezza delle stringhe;
- il limite superiore è pari alla lunghezza della stringa più lunga.